# Michel Dorais
Pour les articles homonymes, voir Dorais.
Michel Dorais est un sociologue québécois, spécialiste du genre et des sexualités.

## Carrière
Après des études en sciences sociales à l'Université de Montréal, à l'Université Laval et à l'Université Lumière à Lyon, il a enseigné pendant 24 ans à l'École de travail social de l'Université Laval, où il est depuis mai 2024 professeur émérite (retraité).
Il a publié plusieurs ouvrages sur la sexualité et l'intimité, notamment sur la prostitution, la diversité sexuelle, l'homophobie et le suicide chez les jeunes hommes.
Il est quelquefois présenté comme le représentant d'une  mouvance masculiniste progressiste, qui se définit dans une perspective égalitaire, les hommes n'ayant d'autres adversaires qu'eux-mêmes, note l'auteur dans le texte référencé, tout en reconnaissant que contrairement au féminisme, le masculinisme n'est pas un mouvement social mais le fruit d'un désarroi masculin personnel. Dans la rhétorique de Dorais, comme dans les autres discours masculinistes, le mouvement féminisme est désigné comme la cause première de cette crise de la masculinité, à la différence notable que cela a cependant été bénéfique, précise t-il : « Au Québec, le féminisme et le mouvement LGBT ont eu un impact positif sur la condition masculine ».  Sa collaboration avec la féministe québécoise pionnière Janette Bertrand a produit l’ouvrage Vous croyez tout savoir sur le sexe ?,
Dans son ouvrage La masculinité antitoxique (2023), cité par un spécialiste de la question comme offrant des pistes de réflexion aux hommes pro-féministes, il écrit : « Je n'emploie plus le terme masculiniste, dont le sens est devenu négatif, voire synonyme d'antiféminisme. Cette dérive de certains groupes d'hommes est consternante. »[source secondaire nécessaire]. Ces propos furent repris lors d’une entrevue abordant sa carrière.  Dans la recension du même ouvrage dans La Presse, le journaliste Alexandre Vigneault écrit : On n'est pas condamnés à être toxiques, précise d'emblée Michel Dorais. Ce sont les comportements qui sont toxiques, pas les personnes. Et dans son ouvrage Guide de bonne conduite sexuelle à l'usage des gars (2021), l'auteur rappelle aux hommes : Porter un pénis, c'est porter une responsabilité.
Le travail comme intervenant social et chercheur de M. Dorais pour les droits LGBT+ et pour les victimes d'exploitation et de violences sexuelles a été souligné de divers prix et nominations à des comités experts.

## Ouvrages publiés
- 1987 - Les Enfants de la prostitution, VLB éditeur.
- 1988 - L'Homme désemparé, VLB éditeur.
- 1990 - Les Lendemains de la révolution sexuelle, VLB.
- 1991 - Tous les hommes le font, parcours de la sexualité masculine, VLB, 1991.
- 1994 - La peur de l'autre en soi: du sexisme à l'homophobie, avec Daniel Welzer-Lang et Pierre Dutey, VLB.
- 1995 - La Mémoire du désir, VLB, 1995 ; Typo, 2004.
- 1997 - Ça arrive aussi aux garçons, l'abus sexuel au masculin, VLB, 1997 ; réédition Typo, 2007; (en) Don't Tell: The Sexual Abuse of Boys, MQUP (EN), 2002.
- 1999 - Éloge de la diversité sexuelle, VLB, 1999.
- 2001 - Mort ou fif, la face cachée du suicide chez les garçons, avec Simon Louis Lajeunesse, VLB, 2001; (en) Dead Boys Can'T Dance: Sexual Orientation, Masculinity and Suicide, MQUP, 2004.
- 2003 - Travailleurs du sexe, VLB, 2003; Les Cowboys de la nuit - Travailleurs du sexe en Amérique du Nord, éditions H&O; (en) Rent Boys, MQUP, 2005.
- 2005 - Sains et saufs, petit manuel de lutte contre l'homophobie à l'usage des jeunes, avec Eric Verdier, VLB, 2005 ; Petit manuel de Gayrilla à l'usage des jeunes : Ou comment lutter contre l'homophobie au quotidien, H&O, 2005.
- 2006 - Jeunes filles sous influence: Prostitution juvénile et gangs de rue, avec Patrice Corriveau, VLB, 2006; (en)Gangs and Girls, MQUP, 2009.
- 2010 - Petit traité de l'érotisme, VLB.
- 2012 - Être homo aujourd'hui en France. Enquête Le Refuge auprès de 500 jeunes gays et lesbiennes, avec Isabelle Chollet, H&O.
- 2012 - La sexualité spectacle, VLB; H&O, 2013.
- 2013 - Ça arrive aussi aux garçons, l'abus sexuel au masculin, Paris, Payot, coll. « Petite Bibliothèque Payot » n°904  (ISBN 9782228908481)
- 2014 - Mort ou fif, Homophobie, intimidation et suicide, avec Simon Louis Lajeunesse, Typo, 2014.
- 2014 - De la honte à la fierté, VLB éditeur, 2014.
- 2015 - Le métier d'aider, VLB éditeur, 2015; nouvelle édition, revue et augmentée, VLB éditeur, 2018.
- 2016 - (dir.) Le savoir engagé, Presses de l'Université Laval, 2016.
- 2017 - (dir.) Prévenir, Presses de l'Université Laval, 2017.
- 2018 - Vous croyez tout savoir sur le sexe?, avec Janette Bertrand, Libre Expression, 2018.
- 2019 - Après le silence. Réagir aux agressions sexuelles envers les personnes LGBT, avec Mathieu-Joël Gervais, Barbara Andrade Sousa, Manuel Mendo et Marie-Geneviève Lalancette Lagotte, Presses de l'Université Laval, 2019.
- 2019 - Nouvel éloge de la diversité sexuelle, avec la participation de Sophie Breton, VLB éditeur, 2019.
- 2020 - Écrire et publier un essai, Presses de l'Université Laval, 2020.
- 2021 - Guide de bonne conduite sexuelle à l'usage des gars, Trécarré, 2021.
- 2022 - Le désir en mémoire, Presses de l'Université Laval, 2022.
- 2023 - La masculinité antitoxique, Trécarré, 2023.
- 2024 - La révolution des identités de genre enfin expliquée, Trécarré[16]